# نانسي أفيوني
نانسي أفيوني (25 مارس 1984 -) هي مذيعة وعارضة أزياء ومغنية لبنانية شاركت بمسابقة ملكة جمال لبنان وحازت لقب ملكة جمال القارات 2007.

## النشأة والمسيرة
عملت نانسي أفيوني عارضة أزياء وشاركت في مسابقة ملكة جمال لبنان. عملت مذيعة في قناة روتانا موسيقى منذ 2003. ثم اتجهت للعمل في التلفزيون التركي باللغة العربية وأذاعت عدة برامج حققت نجاحا. وفازت بلقب ملكة جمال القارات 2007. بدأت بعد ذلك الغناء وأصدرت أغنيتها المصورة الأولى My Meow التي صورتها في ستوديوهات بارامونت في هوليوود.

## الحياة الشخصية
تزوجت في 12 أكتوبر 2013 من المحامي رودريغ فنيانوس.

## وصلات خارجية
- الموقع الرسمي
- نانسي أفيوني في السينما.كوم